# هارون فوكس (لاعب هوكي جليد)
هارون فوكس (بالإنجليزية: Aaron Fox)‏ هو لاعب هوكي جليد أمريكي، ولد في 19 مايو 1976 في هاستينغز في الولايات المتحدة.

## وصلات خارجية
- أرون فوكس على موقع دوري الهوكي الوطني (الإنجليزية)
- أرون فوكس على موقع EliteProspects.com (الإنجليزية)
- أرون فوكس على موقع Eurohockey.com (الإنجليزية)
- أرون فوكس على موقع HockeyDB.com (الإنجليزية)